# Municipio de Congress (condado de Wayne)
El municipio de Congress (en inglés: Congress Township) es un municipio ubicado en el condado de Wayne en el estado estadounidense de Ohio. En el año 2010 tenía una población de 4533 habitantes y una densidad poblacional de 40,26 personas por km².

## Geografía
El municipio de Congress se encuentra ubicado en las coordenadas 40°56′42″N 82°4′6″O / 40.94500, -82.06833. Según la Oficina del Censo de los Estados Unidos, el municipio tiene una superficie total de 112.59 km², de la cual 112.18 km² corresponden a tierra firme y (0.36%) 0.41 km² es agua.

## Demografía
Según el censo de 2010, había 4533 personas residiendo en el municipio de Congress. La densidad de población era de 40,26 hab./km². De los 4533 habitantes, el municipio de Congress estaba compuesto por el 97.97% blancos, el 0.11% eran afroamericanos, el 0.09% eran amerindios, el 0.15% eran asiáticos, el 0.02% eran isleños del Pacífico, el 0.51% eran de otras razas y el 1.15% pertenecían a dos o más razas. Del total de la población el 1.28% eran hispanos o latinos de cualquier raza.